# Далгопол
Далгопол (буг. Дългопол) град је у Републици Бугарској, у источном делу земље, седиште истоимене општине Далгопол у оквиру Варненске области.

## Географија
Положај: Далгопол се налази у источном делу Бугарске. Од престонице Софије град је удаљен 440 km источно, а од обласног средишта, Варне град је удаљен 70 km југозападно.
Рељеф: Област Далгопола се налази недалеко од Црног мора, у подручју приобалног побрђа. Град је смештен у омањој долини, на приближно 35 m надморске висине.
Клима: Клима у Далгополу је континентална.
Воде: Далгопол се налази у подручју постоји и више мањих водотока. Близу града је велико вештачко језеро Цонево.

## Историја
Област Далгопола је првобитно било насељено Трачанима, а после њих овом облашћу владају стари Рим и Византија. Јужни Словени ово подручје насељавају у 7. веку. Од 9. века до 1388. године област је била у саставу средњовековне Бугарске. Тада се насеље са тврђавом називало Овеч.
Крајем 14. века област Далгопола је пала под власт Османлија, који владају облашћу 5 векова.
Године 1878. град је постао део савремене бугарске државе. Насеље постоје убрзо средиште окупљања за села у околини, са више јавних установа и трговиштем.

## Становништво
| 1965. | 1975. | 1985. | 1992. | 2001. |
| ----- | ----- | ----- | ----- | ----- |
| 5,013 | 5,390 | 5,344 | 5,304 | 5,394 |

По проценама из 2010. године Далгопол је имао око 5.000 становника. Већина градског становништва су етнички Бугари, а мањина су Турци. Остатак су махом Роми. Последњих деценија град има пораст становништва, везан за туризма на Црном мору.
Претежан вероисповест месног становништва је православље, а мањинска је ислам.